# Dorfkirche Klepps

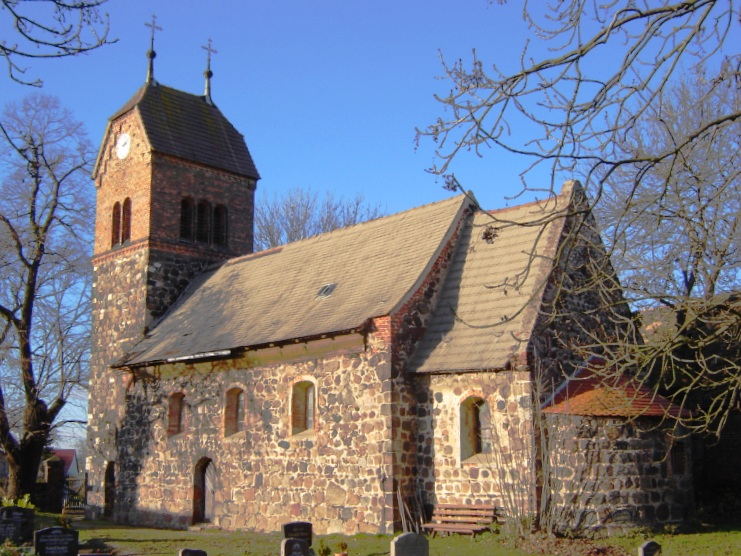
Dorfkirche Klepps

Die evangelische Dorfkirche Klepps ist eine spätromanische Saalkirche im Ortsteil Klepps von Möckern im Landkreis Jerichower Land in Sachsen-Anhalt. Sie gehört zur Kirchengemeinde Möckern im Kirchenkreis Elbe-Fläming der Evangelischen Kirche in Mitteldeutschland (EKMD).

## Geschichte und Architektur
Die Kirche ist ein spätromanisches Bauwerk in Feldsteinmauerwerk mit Westturm und eingezogenem Rechteckchor und einer Apsis im Osten, sie ist also eine vollständige Anlage einer romanischen Dorfkirche. Um 1680 wurden die Fenster barock erneuert. Das Glockengeschoss des Turms mit Krüppelwalmdach wurde 1903 in Backstein aufgesetzt.
Das Innere ist mit Flachdecke geschlossen, der Chor war ursprünglich kreuzgewölbt, die Gewölbeansätze sind noch erkennbar. Die hölzerne Ausstattung gehört einheitlich der Neugestaltung um 1680 an.

## Ausstattung
Das Hauptstück der Ausstattung ist ein Altaraufsatz in kräftigen Barockformen mit Akanthuswangen; zwischen gedrehten Säulen ist ein gemaltes Altarblatt mit einem Kruzifixus, seitlich und unterhalb des Kreuzes sind Adam und Eva sowie weitere namentlich bezeichnete Personen der biblischen Geschichte dargestellt. Auf der Predella ist eine Stifterinschrift mit dem Namen Klara Sophia Vogt angebracht. Die Kanzel zeigt gemalte Darstellungen der Evangelisten am polygonalen Korb und am Aufgang. Die schlichte achteckige hölzerne Taufe ist ebenfalls zu erwähnen. An der Westempore sind künstlerisch wertvolle Gemälde mit Szenen aus dem Leben Jesu Christ zu sehen: die Geburt, die Taufe, die Kreuzigung, die Grablegung und die Auferstehung. Auf der Chornordseite ist ein kleines, in eine ehemalige Sakramentsnische eingelassenes Sandsteinepitaph für Hans Girgen von Arnim († 1585) zu sehen, daneben zwei gleichgestaltete Grabsteine für Anna von Drachsdorf († 1590) und Engel von Schurstedt († 1597) mit lebensgroßen Figuren der Verstorbenen in Renaissancerahmung.